# 阿帕拉契小鱸
阿帕拉契小鱸為輻鰭魚綱鱸形目鱸亞目河鱸科的其中一種，分布於美國阿帕拉契河流域，體長可達7.3公分，棲息在礫石底質的急流。